# Ludwik Konstanty Oborski
Ludwik Konstanty Oborski herbu Kolumna – kasztelan liwski od 1678 do 1703 roku, stolnik liwski.
Syn Stanisława i Zielińskiej. Żonaty z Anną z Zambrzyckich i Konstancją Przecławską, miał z nimi synów: Franciszka, Józefa, Mikołaja, księdza Tomasza i Wojciecha Pawła.
Po zerwanym sejmie konwokacyjnym 1696 roku przystąpił 28 września 1696 roku do konfederacji generalnej. Podpisał pacta conventa Augusta II Mocnego w 1697 roku.